# Шигаев, Николай Петрович
Никола́й Петро́вич Шига́ев (25 ноября (7 декабря) 1806 — 2 (14) февраля 1864) — переводчик, государственный деятель, и. д. статс-секретаря Государственного Совета, товарищ министра финансов и сенатор Российской империи, тайный советник, рязанский помещик.
Отец первой русской писательницы-политэконома Марии Николаевны Вернадской и писательницы и драматурга Софьи Николаевны Гославской. Дед, по женской линии, Николая Ивановича Вернадского, кандидата Императорского Харьковского университета и единокровного, по отцу, брата академика Владимира Ивановича Вернадского, оказавшего на него большое влияние в детстве. Дед, по женской линии, и восприемник Евгения Петровича Гославского, известного драматурга, поэта и прозаика, двоюродного брата Н.И. Вернадского и свояка академика В. И. Вернадского. Из дворян, сын помещиков Шацкого и Моршанского уездов Тамбовской губернии и Сапожковского уезда Рязанской губернии. Согласно метрической записи о смерти, умер в возрасте 58 лет, то есть родился в 1806 году.

## Биография
С 1816 года воспитывался в С.-Петербургской губернской гимназии, в 1822 году преобразованной в С.-Петербургское Высшее училище, которое окончил с правом на чин XIV класса при вступлении в гражданскую службу (2-й выпуск Высшего училища — 1823 года). Отличался хорошей успеваемостью и прилежным поведением. В публичных переходных экзаменах декабря 1819 года показан в числе гимназистов 4-го класса, награжденных похвальными листами.

### В Департаменте и Министерстве государственных имуществ (1824—1846)
С 28.01.1824 по 30.04.1846 года — административный чиновник Департамента государственных имуществ Министерства финансов и созданного на его основе Министерства государственных имуществ.
С 28.01.1824 года вступил в службу коллежским регистратором на должности помощника столоначальника отделения судных и тяжебных дел (с 1830 года — пятое отделение) Департамента государственных имуществ Министерства финансов. Последовательно дослужился до должностей столоначальника и начальника того же отделения. Высочайшим указом от 2.05.1831 года пожалован, из коллежских секретарей, в чин титулярного советника, со старшинством с 28.04.1831 г. и оставлением в должности столоначальника пятого отделения ДГИ. В том чине и в той должности, высочайшим указом от 14.06.1835 года, пожалован, в воздаяние отличных трудов и усердия к службе, кавалером ордена Святого Владимира 4-й степени (позднее получил аналогичное второе пожалование). Высочайшим указом от 31.09.1836 года пожалован, по представлению начальства об отлично-усердной службе, в чин коллежского асессора, со старшинством с 7.08.1836 года.
В 1836—1838 годах участвовал в реформе управления государственными имуществами, связанной с созданием самостоятельного Министерства государственных имуществ. Был оставлен в штате центрального ведомства и назначен исполняющим должность начальника того же отделения Второго департамента Министерства государственных имуществ, с последующим утверждением в должности. В ведении отделения судных и тяжебных дел находились дела об имуществе казны, о землях и лесах, отведенных казенным крестьянам, их утрате или понесенных казной убытках, предъявление исков казны по делам казенных крестьян; оно рассматривало жалобы казенных крестьян на казенное местное управление, а также дела, относящиеся к служащим департамента. Высочайшим указом от 19.01.1838 года, по представлению бывшего Временного совета для управления Департаментом государственных имуществ, пожалован, за труды по реформе управления государственными имуществами и отличие по службе, монаршим благоволением.
В том же — 1838 году, овдовел, оставшись на руках с двумя малолетними дочерьми — Марией и Софией, которых воспитывал один. Высочайшим указом от 24.10/6.11.1840 года, пожалован, в воздаяние ревностной и усердной службы и отличных трудов, вновь кавалером ордена Святого Владимира 4-й степени. С января 1842 года назначен начальником первого отделения канцелярии министра государственных имуществ. Высочайшим указом от 31.12.1843 года произведен, за выслугу лет, в чин коллежского советника, со старшинством с 7.08.1843 года, и через несколько месяцев, по засвидетельствованию министра государственных имуществ, высочайшим указом от 24.04.1844 года, пожалован, за отличие, в воздаяние отлично-усердной службы и особых трудов, в чин статского советника, со старшинством и оставлением в должности.

### В Государственном Совете (1846—1859)
С 30.04.1846 по 20.02.1859 года — административный чиновник Государственного Совета.
Высочайшим указом от 30.04.1846 года назначен на должность помощника статс-секретаря отделения государственной экономии канцелярии Государственного Совета. С оставлением в должности, указом от 1.01.1850 года пожалован в чин действительного статского советника. Высочайшим приказом от 7 июня 1853 года № 110, по Государственной канцелярии, назначен и. д. статс-секретаря Государственного Совета, по Департаменту государственной экономии, и состоял в должности по 20 февраля 1859 года. Указом от 31.12.1853 года, пожалован кавалером ордена Святой Анны 1-й степени, во внимание к отлично-усердной и полезной службе и в награду ревностных трудов по исполнению возложенных на него обширных и многосложных обязанностей, начальством засвидетельствованных. С оставлением в должности, указом от 1.01.1858 года пожалован в чин тайного советника.

### В Министерстве финансов (1859—1863)
С 20.02.1859 по 14.06.1863 года — товарищ министра финансов, при министрах А. М. Княжевиче и М. Х. Рейтерне. Одновременно председательствующий в Коммерческом и Мануфактурном советах при Министерстве финансов и председатель комиссии по пересмотру устава Горного института.

### В Правительствующем Сенате (1859—1864)
Одновременно со службой в Министерстве финансов, в феврале того же — 1859 года, назначен сенатором. С 25.02.1859 по 14.07.1863 года присутствовал в общем собрании IV, V и Межевого департаментов Сената. С 14.07.1863 года присутствовал в Межевом департаменте. Приказом министра юстиции от 19.02.1864 г. № 6, умершим исключен из списков сенаторов.

### Чины
- Коллежский регистратор (28.01.1824)
- Губернский секретарь (28.01.1828; за выслугу)
- Коллежский секретарь (?)
- Титулярный советник (28.04.1831; за отличие)
- Коллежский асессор (7.08.1836; за выслугу)
- Надворный советник (31.12.1840; за выслугу)
- Коллежский советник (31.12.1843; за выслугу)
- Статский советник (24.04.1844; за отличие)
- Действительный статский советник (1.01.1850; за отличие)
- Тайный советник (1.01.1858; за отличие)

### Награды
- Орден Святого Владимира 4-й степени (14.06.1835)
- Монаршее благоволение (19.01.1838)
- Знак отличия «Беспорочная служба XV» (22.08.1840)
- Орден Святого Владимира 4-й степени (24.10.1840)
- Орден Святого Станислава 2-й степени (17.04.1842)
- Знак отличия «Беспорочная служба XX» (22.08.1845)
- Орден Святой Анны 2-й степени (12.04.1846)
- Орден Святого Владимира 3-й степени (13.01.1848)
- Знак отличия «Беспорочная служба XXV» (22.08.1850)
- Орден Святого Станислава 1-й степени (1.01.1852)
- Орден Святой Анны 1-й степени (31.12.1853)
- Знак отличия «Беспорочная служба XXX» (22.08.1855)
- Орден Святого Владимира 2-й степени (1.01.1856)
- Орден Белого Орла (3.04.1860)

## Творчество
По сведениям академика В. И. Вернадского, семья Н. П. Шигаева была полна интересов художественных и литературных, что благотворно отразилось на воспитании и образовании его старших дочерей — Марии и Софии.
Молодым Н. П. Шигаев в 1820—1840 годах занимался переводами сочинений таких популярных зарубежных романистов и поэтов, как В. Скотт, Ш. Поль де Кок, О. де Бальзак, возможно Дж.-Г. Байрона, и сотрудничал в таких периодических изданиях, как журнал «Сын Отечества» и «Литературная газета». Некоторые книги в его переводе хранились в семье академика В. И. Вернадского. Переводы Шигаева с английского и французского языков отличались образцовым содержанием и получали хорошие отзывы в повременных изданиях того времени. Он является первым переводчиком на русский язык следующих сочинений:
- Скотт В. Коннетабль Честерский, или Обрученные: (из времен Крестовых походов): (роман: ч. 1-3) / Соч. сира Валтера Скотта; перевод Н.Ш. — Санкт-Петербург: в тип. А. Смирдина, 1828.
- Кок П. де Монфермельская молочница: Роман Поль-де-Кока / Пер. Н. Ш[игаев]. Ч. 1-5. - Санкт-Петербург: тип. А. Плюшара, 1832.
- Бальзак О. де Полюбовная сделка: Повесть Бальзака / [Пер. Н. Ш[игаева]. — Санкт-Петербург: тип. Н. Греча, 1833.

В 1835 году в его переводе издан сборник переводных рассказов и повестей в 4-х частях для детей и юношества:
- Рассказы и повести, переведенные Н.Ш. [Н. Шигаевым]: Ч. 1-4. - Санкт-Петербург: тип. К. Вингебера, 1835.

Литературный псевдоним переводчика — Н. Ш., литературоведами атрибутирован как псевдоним Н. П. Шигаева.
По всей видимости, несколько позднее, после безвременной смерти горячо любимой первой супруги, Н. П. Шигаев, скрывшийся под своим псевдонимом — Н.Ш., участвовал в уникальном литературном альманахе «Подземные ключи», уже в то время ставшим большой библиографической редкостью. В альманахе был напечатан, позднее всеми забытый, перевод Х стихотворения (мелодии) «Ты плакала», из знаменитого цикла Дж.-Г. Байрона «Еврейские мелодии». По отзывам, забытая интерпретация и перевод Н.Ш. (Шигаевым?) стихотворения Байрона были гораздо лучше более позднего перевода профессиональным переводчиком Д. Л. Миха[й]ловским:
- Подземные ключи: (Сб. стихов и прозы) / Изд. кн. Н. Мансырев. — Москва: В Тип. Августа Семена, 1842.

По-видимому, под тем же псевдонимом — Н. Ш., Шигаев, по делам службы, сотрудничал в «Журнале Министерства государственных имуществ», где опубликовал статью о лесах .

## Отзывы
Кроме служебных занятий и литературных переводов, Н. П. Шигаев непродолжительное время, с 1845 по 1848 год, состоял членом привилегированного С.-Петербургского английского собрания (Английского клуба). Однако, несмотря на высокое социальное положение, имеется немного воспоминаний, касающихся его жизни.
Резкий и негативный отклик на назначение Н. П. Шигаева товарищем министра финансов оставил в 1861 году находившийся в эмиграции и лишенный в России прав, имущества и титула, князь П. В. Долгоруков. Узнав о его назначении со страниц газет, он писал, что Шигаев был негодяем, человеком ограниченным, ничего не понимал в заседаниях, где председательствовал, выступал со всякой ахинеей и вся его служба заключалась в выслуживании себе наград, выпрашивании денежных пособий и добавочного содержания. Однако, учитывая известную специфику эмигрантских памфлетов князя П. В. Долгорукова о деятелях России, его отзыв вряд ли можно считать объективным.
Противоположный отклик о службе Н. П. Шигаеве оставил известный в 1870-х-1880-х годах петербургский издатель, журналист и педагог Николай Афанасьевич Лебедев (1813—1896), редактор-издатель газеты «Производитель и Промышленник», ранее служивший в V отделении Собственной Его Императорского Величества канцелярии и лично знавший министра государственных имуществ. Он писал: «Учреждение Министерства государственных имуществ было вызвано необходимостью, давно и ясно сознанной <…> Раскрытые ревизией неустройства и беспорядки породили много врагов. Послышались клевета и осуждение. Киселев смотрел равнодушно на исходившие из уст толпы молву, клевету и зависть. Он <…> оставался спокоен, не скрывая о носившейся молве и пред государем, которому он был глубоко предан и которому посвятил все свои труды и заботы. Он начал свои действия с того, что приискал дельных и честных помощников, которым раздал должности директоров <…> Если Министерство государственных имуществ росло, крепло и твердо шло к предначертанной государем цели, за чем следил сам государь, то честь и слава эта должна равномерно падать как на П. Д. Киселева, так и на достойных сотрудников его, к числу которых принадлежали и некоторые начальники отделений: <…> Николай Петрович Шигаев <…> Работы этих лиц — работы капитальные, требовали много труда и много времени для достижения тех результатов, той быстроты, той тщательной отделки, какой требовал от них П. Д. Киселев» .
Совершенно иной отзыв, на опубликованный памфлет князя П. В. Долгорукова, о личности Н. П. Шигаева оставил академик В. И. Вернадский. Он писал о своем отце — профессоре И. В. Вернадском, и его тесте: «Портрет Н. П. (Шигаева) сохранился. Он висел у отца в кабинете, и я его видел с детства, долго висел у меня, будет висеть и сейчас. Стариком (выглядел) (он умер сенатором) и портрет типичный, больше отвечавший семейным преданиям. Ничего в это, да и нынешнее время хорошего и Д[олгоруков] о нем в злом памфлете ни приводит. Вероятно, он был не на месте. По семейным преданиям это был человек честный, не взяточник, очень добрый, очень образованный, любящий семьянин из старой дворянской семьи (Рязанской губ[ернии]), большой друг моего отца, который через него вошел в связи с чиновным миром и вхождение которого в семью Шигаевых явилось поворотным решением в его жизни».

## Происхождение. Семья
- Отец — коллежский секретарь Петр Игнатьевич Шигаев, служил в канцелярии дирекции С.-Петербургских Императорских театров. Вышел в отставку в 1813 году. Помещик Шацкого уезда Тамбовской губернии. После выхода в отставку служил комиссионером и управляющим вотчинами действительного тайного советника, обер-камергера высочайшего двора Александра Львовича Нарышкина, главного директора над Императорскими театральными зрелищами и музыкой, канцлера Российских императорских и царских орденов и с.-петербургского губернского предводителя дворянства. Одновременно управлял саратовскими вотчинами его супруги — кавалерственной статс-дамы Марии Алексеевны Нарышкиной.
- Мать — коллежская секретарша Марья Тимофеевна Шигаева, помещица Шацкого и Моршанского уездов Тамбовской губернии и Сапожковского уезда Рязанской губернии. После смерти мужа в основном жила в своем имении села Старого Пластикова (Старо-Пластиково) Сапожковского (ранее — Шацкого) уезда, в 1848 году отмечена среди благотворителей сельской Никольской церкви, пожертвовав на её благолепие 1 285 р. 72 к. серебром[16]. Здесь же — в родовом селе Старом Пластикове, надворный советник Николай Петрович Шигаев, по купчей от 9.08.1841 года, совершенной в Рязанской палате гражданского суда, от девицы из дворян Прасковьи Ивановны Протасьевой, приобрел недвижимое имение, 23 муж. пола крепостные души, с их семействами и принадлежащей к ним землей, за 5 257 р. 14 к. серебром. Впоследствии недвижимым имением в с. Старом Пластикове владела младшая дочь Н. П. Шигаева от его первого брака — София Николаевна Гославская, которой принадлежало 980 десятин земли. Помещиками соседнего села — Большого Пластикова (Остро-Пластиково), были представители симбирского дворянского рода Гославские, близкие родственники Шигаевых.

Н. П. Шигаев был женат дважды, и от двух браков имел трех сыновей и двух дочерей.

### Первый брак
Первым браком с 9.11.1828 года губернский секретарь Николай Петрович Шигаев был женат на девице Елизавете Петровне Уваровой (6.01.1806-18.02.1838), дочери коллежского советника Петра Алексеевича Уварова (1771-23.02.1828) и его супруги — Авдотьи. Коллежский советник П. А. Уваров записан в службу в 1775 году. Вступив в действительную военную службу, участвовал в русско-турецкой войне 1787—1791 годов, и был награждён, за отличие, золотым крестом «За взятие Измаила». Служил офицером Херсонского гренадерского полка, с 1.01.1795 года из поручиков пожалован в чин армии капитана. С воцарением императора Павла I перешёл на гражданскую службу, служил советником Подольской казенной палаты, с 10.04.1802 года из коллежских асессоров пожалован в надворные советники, с 31.12.1807 года — в чин коллежского советника. С 23.03.1812 по 10.03.1822 года — вице-губернатор Олонецкой губернии и петрозаводский уездный казначей. С 10.03.1822 по 19.12.1825 года был в отставке. С 19.12.1825 по 21.02.1828 года — чиновник для особых поручений при министре внутренних дел, с сохранением получаемого им пенсиона и с назначением сверх того жалования по тысяче рублей в год из суммы, на сих чиновников положенной. Кавалер ордена Святой Анны 4-й степени.
Н. П. Шигаев и Е. П. Уварова венчались в Николо-Богоявленском морском соборе. Поручители: 1) Кошелев Валериан Иванович, масон, камер-юнкер (с 30.12.1821 года), надворный советник, столоначальник 3 стола 2 отделения в особенной канцелярии Министерства внутренних дел; впоследствии служил астраханским вице-губернатором, председателем губернского правления Томской губернии, затем вновь состоял при Министерстве внутренних дел; камергер с 1.07.1833 года, действительный статский советник с 1.03.1840 года (при отставке); духовщинский уездный предводитель дворянства Смоленской губернии; 2) коллежский секретарь Департамента государственных имуществ Министерства финансов Гаврила Михайлович Левицкий, старший сын коменданта Варшавы, генерала от инфантерии Михаила Ивановича Левицкого, старший брат гвардии поручика Николая, фрейлин Надежды (в замужестве Горяинова), Софьи, Юлии (в замужестве Титова) и Елены (в замужестве Скалон) Михайловых Левицких. Состоял в переписке и дружеских отношениях со служившим в Министерстве финансов князем П. А. Вяземским. Службу начал кадетом Первого кадетского корпуса в С.-Петербурге, однако, высочайшим указом от 14.11.1819 года, по представлению Е. И. Высочества великого князя Константина Павловича, из кадет 1-го Кадетского корпуса, оказавшихся за болезнью неспособными к воинской службе, уволен из корпуса для определения к статским делам, с награждением чином 14 класса (коллежского регистратора). В том чине определён помощником танцевального учителя Горного кадетского корпуса, затем служил по Департаменту государственных имуществ, с 28.09.1828 года вновь определён в Горный кадетский корпус, дежурным офицером (в чине титулярного советника) при воспитании кадет, одновременно - преподаватель всеобщей географии и древней истории там же. При преобразований Горного кадетского корпуса в Корпус горных инженеров, из титулярных советников с 23.02.1834 года переименован в капитаны Корпуса горных инженеров, с оставлением в должности ротного офицера и преподавателя наук Института Корпуса горных инженеров. С 1.01.1846 года произведен в майоры Корпуса горных инженеров, с оставлением в должности преподавателя наук и назначением и. д. казначея в Горном институте. Кавалер ордена Святого Станислава 4 степени (10.06.1838), ордена Святой Анны 3 степени (19.04.1842). Имел знаки отличия "Беспорочная служба XV" и "Беспорочная служба XX".

#### Дети от первого брака
- Мария Николаевна Шигаева, в замужестве Вернадская (27.12.1831 — 12.10.1860) — публицист, первая русская женщина-политэконом. С 30.04.1850 года была в браке за экономистом и статистиком, профессором политической экономии Иваном Васильевичем Вернадским, его первая супруга, друг, партнёр и со-основатель журнала «Экономический указатель». Мать его старшего сына — Николая Ивановича Вернадского (1821—1874), кандидата Императорского Харьковского университета. Троюродная сестра второй супруги И. В. Вернадского — девицы Анны Петровны Константинович, музыкального педагога, матери академика Владимира Ивановича Вернадского.
- София Николаевна Шигаева, в замужестве Гославская (25.02.1835 — 11.05.1884) — писательница и драматург. С 21.04.1857 года была в браке за 31-летним столоначальником Департамента мануфактур и внутренней торговли, коллежским асессором Петром Васильевичем Гославским, назначенного за день до венчания — с 20.04.1857 года, в Государственную канцелярию, секретарем при председателе Департамента государственной экономии Государственного Совета; впоследствии — действительный статский советник, почетный мировой судья Сапожковского уездного земского собрания. Помещик села Старая Майка Ставропольского уезда Самарской губернии, в коем за ним состояло 690 десятин земли. Венчались в церкви Святых Симеона Богоприимца и Анны Пророчицы. Поручители по жениху: отставной лейб-гвардии Конного полка полковник Дмитрий Саввич Осоргин и служащий Министерства финансов в Департаменте мануфактур и внутренней торговли коллежский секретарь Алексей Борисович Бер; по невесте: состоящий в должности губернского С.-Петербургского уголовных дел стряпчего титулярный советник Николай Александрович Бороздин и чиновник особых поручений Министерства финансов титулярный советник Евграф Максимович Короленко. В браке с П. В. Гославским София Шигаева имела девять детей. Мать писателя и драматурга Евгения Петровича Гославского (его восприемник — тайный советник, сенатор Николай Петрович Шигаев), и его младшего брата — живописца и графика Петра Петровича Гославского.
- Петр Николаевич Шигаев, р. 1.09.1836 года, умер в детстве.

### Второй брак
Вторым браком с 13.02.1859 года 53-летний тайный советник Николай Петрович Шигаев был женат на 22-летней девице Амалии Петровне Роттаст, с 1848 по 1854 год воспитывавшейся в Императорском Воспитательном обществе благородных девиц (выпуск февраля 1854 года), младшей дочери надворного советника и кавалера Петра Андреевича (Петра-Карла) фон Роттаста (15.04.1785-11.06.1859), который 25 лет, с 22 декабря 1816 по 31 декабря 1840 года, служил экономом и смотрителем зданий Императорского Царскосельского лицея. Вместе с женой — Екатериной-Софией-Елизаветой (Екатериной Ивановной), урождённой Рихтер (13.07.1792 — 25.01.1858), в браке с которой имел восемь детей, с 26 мая 1852 года он принял подданство Российской империи.
Венчались в церкви Святых Симеона Богоприимца и Анны Пророчицы, на ул. Моховой С.-Петербурга. Поручители по жениху: 1) подпоручик пехотного Его Величества Короля Неаполитанского полка   Адам Романович Армстронг, сын члена Учёного комитета Корпуса горных инженеров и члена Совета Корпуса горных инженеров (Горного Совета), генерал - лейтенанта Романа Адамовича Армстронга; родной племянник Елизаветы Петровны Шигаевой, урождённой Уваровой, двоюродный брат Марии Николаевны Вернадской и Софии Николаевны Гославской; впоследствии отставной поручик того же, именовавшегося Невским пехотным, полка; в 1871 году стал восприемником двоюродного племянника - художника Петра Петровича Гославского; 2) Павловского городского правления архитектор, коллежский асессор Иван Яковлевич Потолов, впоследствии действительный статский советник. Поручители по невесте: бывший директор канцелярии министра народного просвещения, затем помощник статс-секретаря Государственного Совета, действительный статский советник (с 9.01.1846 года) Сергей Дмитриевич Комовский, лицейский товарищ А. С. Пушкина, и чиновник особых поручений при Министерстве внутренних дел, статский советник Иван Васильевич Вернадский, зять Н. П. Шигаева.
По второй супруге, шурином сенатора Н. П. Шигаева стал секретарь Павловского городского правления, титулярный советник Константин Петрович (Константин-Эдуард) Роттаст, с 27.01.1846 года женатый на девице княжне Антонине Семеновне Урусовой — дочери ярославского губернского предводителя дворянства князя Семёна Никитича Урусова, впоследствии тайного советника и сенатора, председателя Временного присутствия Департамента герольдии Сената по проверке прав дворянских фамилий на титулы и внесение в родословные книги. При жизни Н. П. Шигаева, с 25 марта 1862 года К. П. Роттаст был назначен управляющим г. Павловском и заведующим мызой Стрельней. С 1867 года в той должности пожалован в чин статского советника, кавалером ордена Святого Станислава 2-й степени с императорской короной (6.04.1862), ордена Святой Анны 2-й степени (19.04.1864) и знаков того ордена с императорской короной (23.04.1866), ордена Святого Владимира 3-й степени (15.10.1867); высочайшим приказом от 30.11.1871 года № 23, по Министерству императорского двора, уволен от службы, согласно прошению, по расстроенному здоровью, с 16.11.1871 года, с производством, за отличие, в чин действительного статского советника.

#### Дети от второго брака
- Николай Николаевич Шигаев (9.12.1859 — 1943) — юрист, действительный статский советник, юрисконсульт Военно-окружного совета Кавказского военного округа. Крещён в церкви Святых Симеона Богоприимца и Анны Пророчицы. Восприемники: статский советник Иван Васильевич Вернадский и жена надворного советника Петра Васильевича Гославского София Николаевна. Воспитанник Императорского Училища правоведения (41-й выпуск; 16.05.1880). Приказом министра юстиции от 23.05.1880 года и сенатским указом по Герольдии от 8.07.1880 года, утвержден в чине титулярного советника, со старшинством с 16 мая 1880 года, и определён в службу кандидатом на судебные должности при прокуроре С.-Петербургской судебной палаты, с 15 мая 1880 года. С 29 мая 1884 года назначен и. д. судебного следователя 1-го участка Усманского уезда округа Воронежского окружного суда, затем переведен и. д. судебного следователя 2-го участка Старорусского уезда, округа Новгородского окружного суда. По прошению, с 5 февраля 1891 года причислен к Министерству юстиции, с увольнением от занимаемой должности. Уже на следующий день, с 6 февраля 1891 года, высочайшим приказом уволен в отпуск, за границу, на 11 месяцев, и с 12.11.1891 года уволен от службы, согласно прошению. Находясь в отставке, сенатским указом от 28.02.1892 года № 25, произведен, за выслугу лет, в чин надворного советника, со старшинством с 29.05.1888 года. Приказом министра юстиции от 24.11.1892 года № 50, из отставных надворных советников определён в службу вновь, на должность участкового мирового судьи 4-го участка Уманского уезда округа Киевского окружного суда, затем переведен мировым судьей 1-го участка Ревельско-Гапсальского округа Виленского окружного суда. Статским советником (11.06.1897) с 4 мая 1903 года переведен гражданским чиновником в Военно-судебное ведомство Военного министерства и назначен юрисконсультом Военно-окружного совета Виленского военного округа. Служил в той должности до начала Первой мировой войны. С 6.12.1906 года произведен, за отличие, в чин действительного статского советника, был награждён медалями «В память царствования императора Александра III» и «В память 300-летия царствования дома Романовых». С началом Первой мировой войны назначен юрисконсультом канцелярии главного начальника снабжений армии, затем переведен юрисконсультом канцелярии главного начальника Кавказского военного округа. За отлично-усердную службу и труды, понесенные во время военных действий, пожалован кавалером ордена Святого Владимира 4-й степени (17.05.1915) и кавалером ордена Святого Станислава 1-й степени (11.06.1916). На 1894 год был вдовцом, воспитывал дочь, 1886 года рождения и усыновлённого сына, 1888 года рождения. Впоследствии показан холостым.
- Иван Николаевич Шигаев (29.01.1861 — 30.05.1899) — цензор С.-Петербургского цензурного комитета[20], коллежский асессор. Крещён в церкви Святых Симеона Богоприимца и Анны Пророчицы. Восприемники: статский советник Иван Васильевич Вернадский и жена надворного советника Петра Васильевича Гославского София Николаевна. Довольно поздно, с 14.08.1878 года, зачислен в число гимназистов С.-Петербургской Первой гимназии, курса которой не окончил. С 18.08.1882 года поступил вольнослушателем на юридический факультет С.-Петербургского университета, где проучился, с перерывами, семь лет. Окончил курс С.-Петербургского университета со званием действительного студента. Приказом от 8.12.1889 года № 65, определён в службу в ведомство Министерства юстиции, с причислением к оному и с откомандированием для занятий в канцелярию 4-го департамента Сената. Сенатским указом от 27.03.1890 года № 78, по ведомству Министерства юстиции, утвержден в чине губернского секретаря, со старшинством с 8.12.1889 года. С 1892 года — младший кандидат на судебные должности при Московском окружном суде. Сенатским указом от 26.10.1892 года № 120, по ведомству Московского окружного суда, производится, за выслугу лет, в чин коллежского секретаря, со старшинством с 8.12.1891 года. Приказом министра внутренних дел от 23.12.1892 года № 26, переводится из ведомства Министерства юстиции — в Министерство внутренних дел, с причислением к оному, с 26.11.1892 года, и с того же — 26.11.1892 года, командирован для занятий в Главное управление по делам печати, в качестве помощника цензора драматических сочинений. Сенатским указом от 9.12.1894 года № 138, по ведомству Министерства внутренних дел, производится, за выслугу лет, в чин коллежского секретаря (sic!), со старшинством с 8.12.1892 года. С 12 августа 1895 года назначен помощником секретаря С.-Петербургского цензурного комитета. С 13 февраля 1899 года откомандирован для занятий в Главное управление по делам печати. Приказом министра внутренних дел от 15.04.1899 года № 6, уволен в отпуск, за границу, на 2 месяца. Скончался от туберкулеза в С.-Петербурге, будучи в отпуске. Приказом министра внутренних дел от 27.07.1899 года № 12, исключен умершим из списков. Похоронен 1.06.1899 года в г. Павловске. Был известен как цензор драматических сочинений: «Это был весьма внимательный, одинаково со всеми любезный человек. Будучи умным и образованным, он, при цензурировании пьес, обращал большое внимание на идею и тенденцию, чем на канву, по которой эти идеи и тенденции вышиты. Заслуга, которую нельзя не отметить. Авторы пьес находили в нем человека отзывчивого, умевшего примирить авторское самолюбие с цензурными требования»[21]. С 12.01.1886 г. состоял в браке с 22-летней девицей Марией Фердинандовной (Фёдоровной) Бергер, дочерью австрийского подданного Фердинанда Бергер[22]. Венчались в церкви святого Архистратига Михаила лейб-гвардии Московского полка в С.-Петербурге. Одним из поручителей, по невесте, был старший брат - титулярный советник Николай Николаевич Шигаев. Вдова, коллежская асессорша М. Ф. Шигаева — «свободный художник», интеллигентная и начитанная женщина, свободно говорившая на трех иностранных языках, предприниматель и антрепренёр, была известна в артистическом мире столицы. Она содержала в С.-Петербурге костюмерную мастерскую под фирмой «Бергер» (своей девичьей фамилией), увлекалась оперным искусством, хорошо пела, знала почти весь оперный репертуар наизусть и даже могла им дирижировать. Она была художественным руководителем и директором «Товарищества Санкт-Петербургских оперных артистов под управлением М. Ф. Шигаевой», гастролировала с оперными спектаклями в 1910-х годах по всем регионам Российской империи. Материалы о гастролях её оперной антрепризы подробно освещались на страницах журнала «Театр и искусство».